# Saturn Award für den besten Schnitt
Folgende Filme haben den Saturn Award für den besten Schnitt gewonnen:
| Jahr | Preisträger                           | Film                                    | Weitere Nominierungen |
| ---- | ------------------------------------- | --------------------------------------- | --- |
| 1978 | Paul Hirsch Marcia Lucas Richard Chew | Krieg der Sterne                        | Keine weiteren Nominierungen |
| 1979 | Mark Goldblatt Joe Dante              | Piranhas                                | Keine weiteren Nominierungen |
| 2012 | Paul Hirsch                           | Mission: Impossible – Phantom Protokoll | Maryann Brandon und Mary Jo Markey für Super 8 Mark Day für Harry Potter und die Heiligtümer des Todes – Teil 2 Michael Kahn für Die Abenteuer von Tim und Struppi – Das Geheimnis der Einhorn Kelly Matsumoto, Fred Raskin und Christian Wagner für Fast & Furious Five Thelma Schoonmaker für Hugo Cabret                                                                               |
| 2013 | Alexander Berner                      | Cloud Atlas                             | Stuart Baird und Kate Baird für James Bond 007: Skyfall Bob Ducsay für Looper Jeffrey Ford und Lisa Lassek für Marvel’s The Avengers John Gilroy für Das Bourne Vermächtnis Tim Squyres für Life of Pi: Schiffbruch mit Tiger |
| 2014 | Alfonso Cuarón Mark Sanger            | Gravity                                 | Peter Amundson & John Gilroy für Pacific Rim Alan Edward Bell für Die Tribute von Panem – Catching Fire Mark Day für Alles eine Frage der Zeit Daniel P. Hanley & Mike Hill für Rush – Alles für den Sieg Christian Wagner, Kelly Matsumoto & Dylan Highsmith für Fast & Furious 6 |
| 2015 | James Herbert Laura Jennings          | Edge of Tomorrow                        | Jeffrey Ford & Matthew Schmidt für The Return of the First Avenger Fred Raskin, Hughes Winborne & Craig Wood für Guardians of the Galaxy Lee Smith für Interstellar William Goldenberg & Tim Squyres für Unbroken John Ottman für X-Men: Zukunft ist Vergangenheit |
| 2016 | Maryann Brandon Mary Jo Markey        | Star Wars: Das Erwachen der Macht       | Dan Lebental & Colby Parker junior für Ant-Man Christian Wagner, Dylan Highsmith, Kirk M. Morri & Leigh Folsom Boyd für Fast & Furious 7 Eddie Hamilton & Jon Harris für Kingsman: The Secret Service Kevin Stitt für Jurassic World Margaret Sixel für Mad Max: Fury Road |
| 2017 | Michael Kahn                          | BFG – Big Friendly Giant                | Jeffrey Ford & Matthew Schmidt für The First Avenger: Civil War John Gilroy, Colin Goudie & Jabez Olssen für Rogue One: A Star Wars Story Stefan Grube für 10 Cloverfield Lane Mark Livolsi für The Jungle Book Joe Walker für Arrival |
| 2018 | Bob Ducsay                            | Star Wars: Die letzten Jedi             | Michael P. Shawver & Claudia Castello für Black Panther Paul Rubell & Christian Wagner für Fast & Furious 8 Gregory Plotkin für Get Out Michael McCusker & Dirk Westervelt für Logan – The Wolverine Sidney Wolinsky für Shape of Water – Das Flüstern des Wassers |
| 2019 | Jeffrey Ford Matthew Schmidt          | Avengers: Endgame                       | James Herbert für Aladdin Nicholas Monsour für Wir Kirk M. Morri für Aquaman Evan Schiff für John Wick: Kapitel 3 Christopher Tellefsen für A Quiet Place |
| 2021 | Bob Ducsay                            | Knives Out – Mord ist Familiensache     | Maryann Brandon & Stefan Grube für Star Wars: Der Aufstieg Skywalkers Mike Flanagan für Doctor Sleeps Erwachen Jennifer Lame für Tenet Fred Raskin für Once Upon a Time in Hollywood Yang Jin-mo für Parasite |
| 2022 | Eddie Hamilton                        | Top Gun: Maverick                       | Jeffrey Ford & Leigh Folsom Boyd für Spider-Man: No Way Home William Hoy & Tyler Nelson für The Batman Cam McLauchlin für Nightmare Alley Paul Rogers für Everything Everywhere All at Once Nicholas Monsour für Nope Pietro Scalia, Doug Brandt & Calvin Wimmer für Ambulance |
| 2024 | Jennifer Lame                         | Oppenheimer                             | Andrew Buckland, Michael McCusker & Dirk Westervelt für Indiana Jones und das Rad des Schicksals Eddie Hamilton für Mission: Impossible – Dead Reckoning Teil Eins Dylan Highsmith, Kelly Matsumoto, Corbin Mehl & Laura Yanovich für Fast & Furious 10 Nathan Orloff für John Wick: Kapitel 4 Stephen E. Rivkin, David Brenner, John Refoua & James Cameron für Avatar: The Way of Water |
| 2025 | Dean Zimmerman Shane Reid             | Deadpool & Wolverine                    | Jay Prychidny für Beetlejuice Beetlejuice Jake Roberts für Civil War Joe Walker für Dune: Part Two Eliot Knapman & Margaret Sixel für Furiosa: A Mad Max Saga Christopher Robin Bell für Strange Darling |